# Danny Cohen
Danny Cohen (9 de diciembre de 1937 - 12 de agosto de 2019) fue un científico informático israelí-estadounidense especializado en redes de computadoras. Participó en el proyecto ARPANET y contribuyó al desarrollo de algunas de las aplicaciones fundamentales para Internet. Fue una de las figuras clave detrás de la separación de los protocolos TCP e IP (las primeras versiones del protocolo TCP no tenían una capa IP separada), lo que permitió la posterior creación del protocolo UDP.
Cohen es actualmente más conocido por su artículo «On Holy Wars and a Plea for Peace», en el que acuñó el término endianness para la computación (término derivado de Los viajes de Gulliver, de Jonathan Swift ). Cohen se desempeñó en las facultades de informática de varias universidades, además de trabajar para la industria privada.

## Biografía
Cohen se licenció en ciencias matemáticas en el Technion, en 1963; posteriormente, fue estudiante de posgrado en el departamento de matemáticas del Instituto Tecnológico de Massachusetts (MIT) desde 1965 a 1967.[cita requerida]
En 1967, desarrolló los primeros simuladores de vuelo y de radar en tiempo real para computadoras de propósito general. El desarrollo de aquel simulador condujo al desarrollo del algoritmo de Cohen-Sutherland para el recorte de líneas, creado, como indica su nombre, junto a Ivan Sutherland, en la Universidad de Harvard. Recibió su doctorado en Harvard, en 1969, como estudiante de Sutherland. Su tesis se tituló: «Incremental Methods for Computer Graphics».
Trabajó en la facultad de informática de Harvard hasta 1973, y en el Instituto de Tecnología de California en 1976, tras lo cual se unió al Instituto de Ciencias de la Información de la Universidad del Sur de California, para trabajar en un proyecto de voz por paquetes diseñado para permitir el habla interactiva en tiempo real a través de ARPANET (y de Internet, durante su desarrollo inicial). El proyecto de Protocolo de Voz en Red fue un precursor del Protocolo de Voz sobre Internet (VoIP, por sus siglas en inglés). En 1981, adaptó el simulador visual para ejecutarlo en ARPANET, lo que fue uno de los primeros usos en tiempo real dados a las redes de conmutación de paquetes. Inauguró el proyecto MOSIS (siglas de Metal Oxide Semiconductor Implementation Service, en inglés) en 1980.[cita requerida]
En 1993, trabajó en simulación interactiva distribuida en varios proyectos financiados por el Departamento de Defensa de los Estados Unidos. Creó un prototipo de tecnología LAN, llamada ATOMIC, precursora de Myrinet. En 1994, cofundó Myricom (con Chuck Seitz, y otros), la empresa conocida por comercializar Myrinet. Cohen también inició el proyecto FastXchange para comercio electrónico, y una biblioteca digital.
Además, formó parte de varias juntas para el Departamento de Defensa de los EE. UU., el Consejo Nacional de Investigación de los Estados Unidos y los Institutos Nacionales de Salud, incluidos cinco años en el Consejo Asesor Científico de la Fuerza Aérea de los EE. UU. Desempeñó una labor como testigo fáctico y experto en casos legales de violación de patentes sobre VoIP. Era un piloto comercial con calificaciones instrumental y SEL/MEL/SES.[cita requerida]
En 1993, recibió el Premio al Servicio Civil Meritorio de la Fuerza Aérea de los Estados Unidos. Fue, además, un miembro de la Academia Nacional de Ingeniería (2006) y del Instituto de Ingenieros Eléctricos y Electrónicos, el IEEE (2010).
A partir del año 2001, Cohen se distinguió como ingeniero de Sun Microsystems, trabajando en comunicaciones rápidas en distancias cortas mediante el uso de señalización óptica y eléctrica, en la organización de directores técnicos de la empresa.
Continuó siendo profesor adjunto de informática en la Universidad del Sur de California.
En 2012, pasó a formar parte del Salón de la Fama de Internet.  En 2013, Vint Cerf organizó un evento en Google en su honor.
Murió en Palo Alto, California, el 12 de agosto de 2019, a la edad de 81 años.